# パラッツォ・ファルネーゼ (カプラローラ)

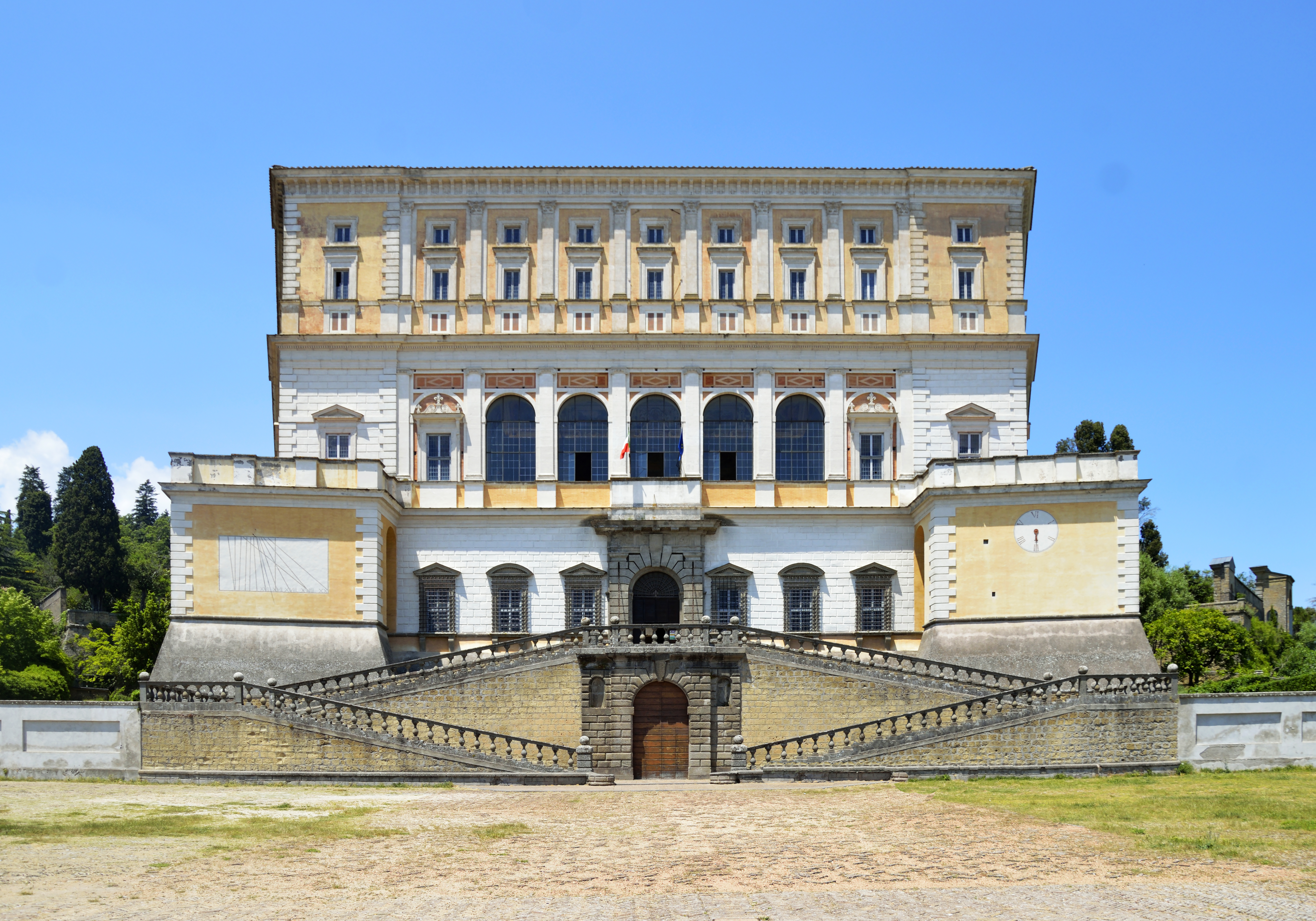
正面からは四角の建物に見える

パラッツォ・ファルネーゼ（イタリア語: Palazzo Farnese）は、イタリア共和国ラツィオ州のコムーネ、カプラローラに建つ5角形の平面を持つパラッツォである。後期ルネサンス様式に分類される。ヴィラ・ファルネーゼ などとも表記されるが、本項ではパラッツォ・ファルネーゼに統一する。

## 歴史
元々この場所には後にローマ教皇パウルス3世となるアレッサンドロ・ファルネーゼが枢機卿だった時代に、5角形のプランをもつ1階建ての建築が建設されていたが、後に同名の孫アレッサンドロ・ファルネーゼの依頼で、1559年より建築家ジャコモ・バロッツィ・ダ・ヴィニョーラによって現在の姿への改築が開始された。1573年にヴィニョーラは死去したが、その時点でおおむね建設は完了しており、彼の代表作のひとつとも見なされるようになった。
フランスの外交使節として1580年 - 1581年にイタリアを巡ったミシェル・ド・モンテーニュはパラッツォ・ファルネーゼにも立ち寄り、その著作『旅日記』において「イタリアでは名高い」、「これに比べるものを見なかった」として絶賛している。
1746年、フランス王国の画家クロード・ジョセフ・ヴェルネは、スペイン国王フェリペ5世の王妃エリザベッタ・ファルネーゼのために『カプラローラのヴィッラの眺め』を描いた。
ファルネーゼ家が1731年に断絶するとブルボン家が引き継ぎ、1973年からはイタリア政府が管理している。21世紀現在では地下に博物館も併設されており、見学が可能な施設となっている。

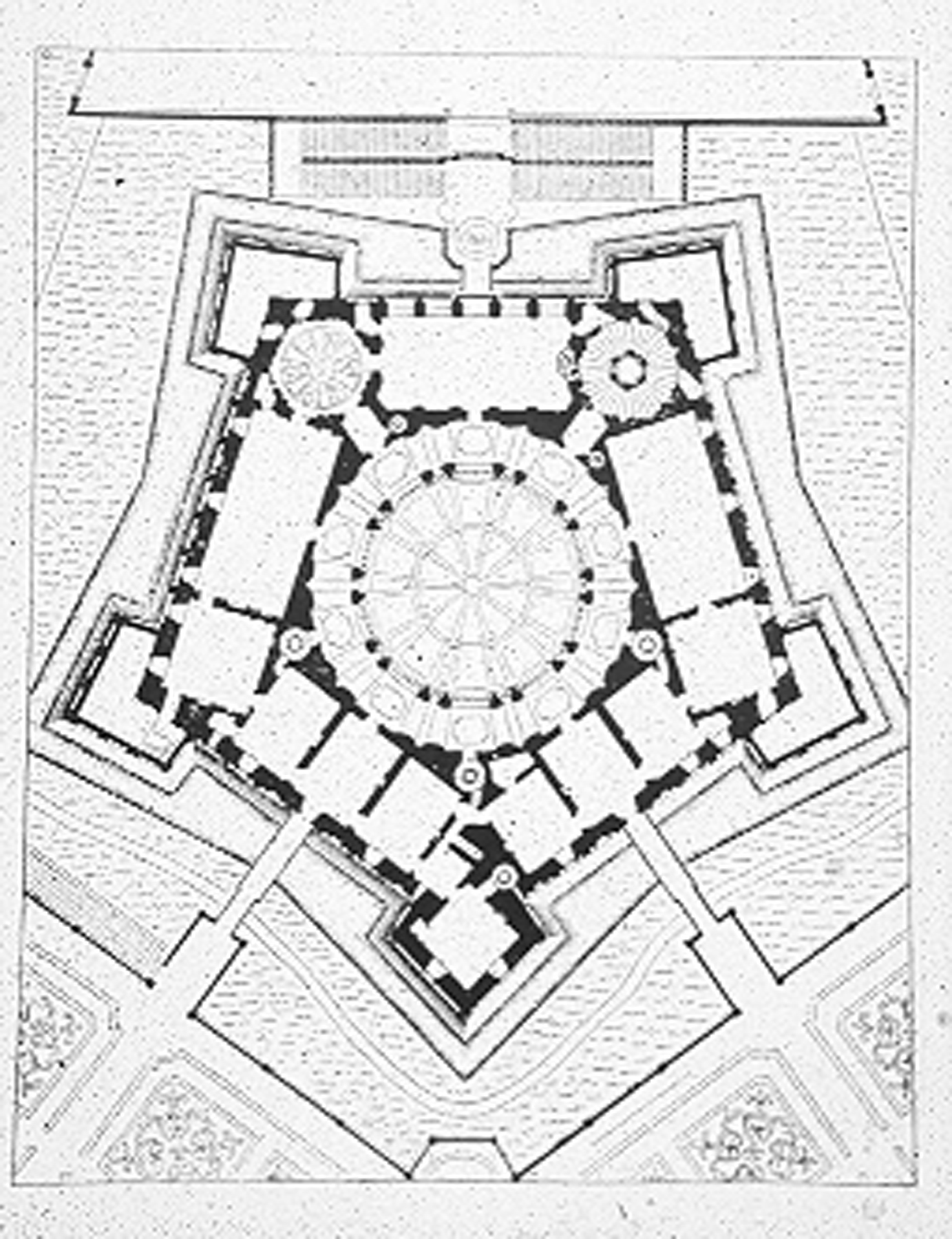
平面図。上が正面

## 立地
パラッツォ・ファルネーゼはカプラローラのメインストリートの突き当たりに位置しており、これはこのパラッツォを主役とするための建設当時における区画整備の結果による。
パラッツォの先には付属する広い庭園が配置されており、これはパラッツォの5角形のうち、正面側と対する2辺からアプローチされている（右図の下方にある2つの通路。その先が庭園）。さらに先には町を囲む丘陵地帯も控えており借景のごとき効果をもたらしている。

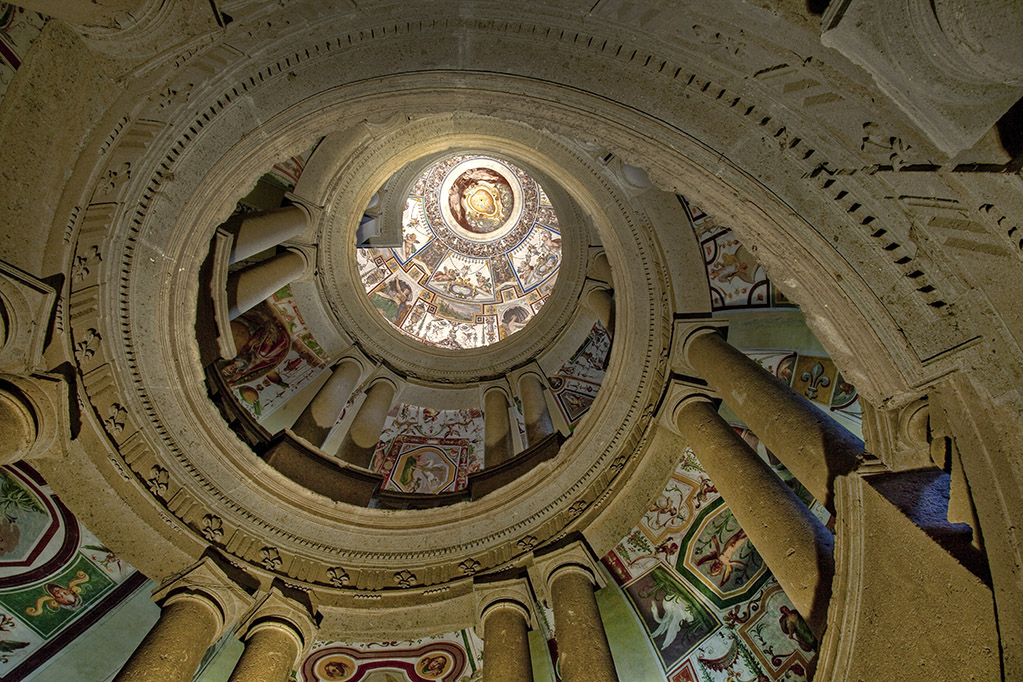
螺旋階段

## 建築
先述のモンテーニュによる『旅日記』の記述を借りれば「見た目には真四角」に見えるこの建物であるが、実際には右図のように5角形の平面を持っている。まずメインストリートの突き当たりにある左右に分かれたスロープを上ると本項トップの図の場所に至る。建物の玄関レベルまで到達するためには、これも図で確認できる左右に配された折り返しをもつ階段を長々と登る必要がある。その先の段差と跳ね橋を越えるとようやく玄関にたどり着くというこの「凝ったアプローチ」はかなり珍しいものである。
玄関を入るとそこはホールであり、左右に円形の小部屋が、正面にはこれも円形の中庭が配されている。左の（右図では右側の二重丸で表現されている）部屋は螺旋階段のある階段室で反対側の円形の部屋は礼拝堂である。またさらに奥にはいくつかの四角の部屋がある。これらの部屋は絵画や彫刻で彩られている。装飾にあたってはタッデオ･ツッカロをはじめ、複数の芸術家が参画した
。
中庭はポルチコの付属した円形平面をしており、3層構造を見せている。
これら建築の1階部分は家来の間や来賓をもてなすための空間であり、上層は枢機卿のための空間であった。地下は21世紀現在博物館になっている。
「バロックの巨匠」と評されるフィッシャー・フォン・エルラッハ が1705年にアカデミア・ディ・サン・ルカで行われた設計競技において1位を取った、とある領主館の計画案に対するアウレンハマーの評では、パラッツォ・ファルネーゼを「要塞、及び娯楽の城の両方の特質を結びつけるもっとも壮大な城の実例」とした上でフィッシャーの設計に影響を与えたとした。